# Polycarpon urbanianum
Polycarpon urbanianum är en nejlikväxtart som beskrevs av Muschler. Polycarpon urbanianum ingår i släktet tusenfrön, och familjen nejlikväxter. Inga underarter finns listade i Catalogue of Life.